# General Luna (Quezon)
General Luna is een gemeente in de Filipijnse provincie Quezon op het eiland Luzon. Bij de laatste census in 2010 telde de gemeente ruim 25 duizend inwoners.

## Geografie

### Bestuurlijke indeling
General Luna is onderverdeeld in de volgende 27 barangays:
| - Bacong Ibaba - Bacong Ilaya - Barangay 1 - Barangay 2 - Barangay 3 - Barangay 4 - Barangay 5 - Barangay 6 - Barangay 7 - Barangay 8 - Barangay 9 - Lavides - Magsaysay - Malaya | - Nieva - Recto - San Ignacio Ibaba - San Ignacio Ilaya - San Isidro Ibaba - San Isidro Ilaya - San Jose - San Nicolas - San Vicente - Santa Maria Ibaba - Santa Maria Ilaya - Sumilang - Villarica |

## Demografie
General Luna had bij de census van 2010 een inwoneraantal van 25.373 mensen. Dit waren 1.994 mensen (8,5%) meer dan bij de vorige census van 2007. Ten opzichte van de census van 2000 was het aantal inwoners gegroeid met 4.305 mensen (20,4%). De gemiddelde jaarlijkse groei in die periode kwam daarmee uit op 1,88%, hetgeen lager was dan het landelijk jaarlijks gemiddelde over deze periode (1,90%).

De bevolkingsdichtheid van General Luna was ten tijde van de laatste census, met 25.373 inwoners op 101,02 km², 251,2 mensen per km².